# Battistero di Castiglione Olona

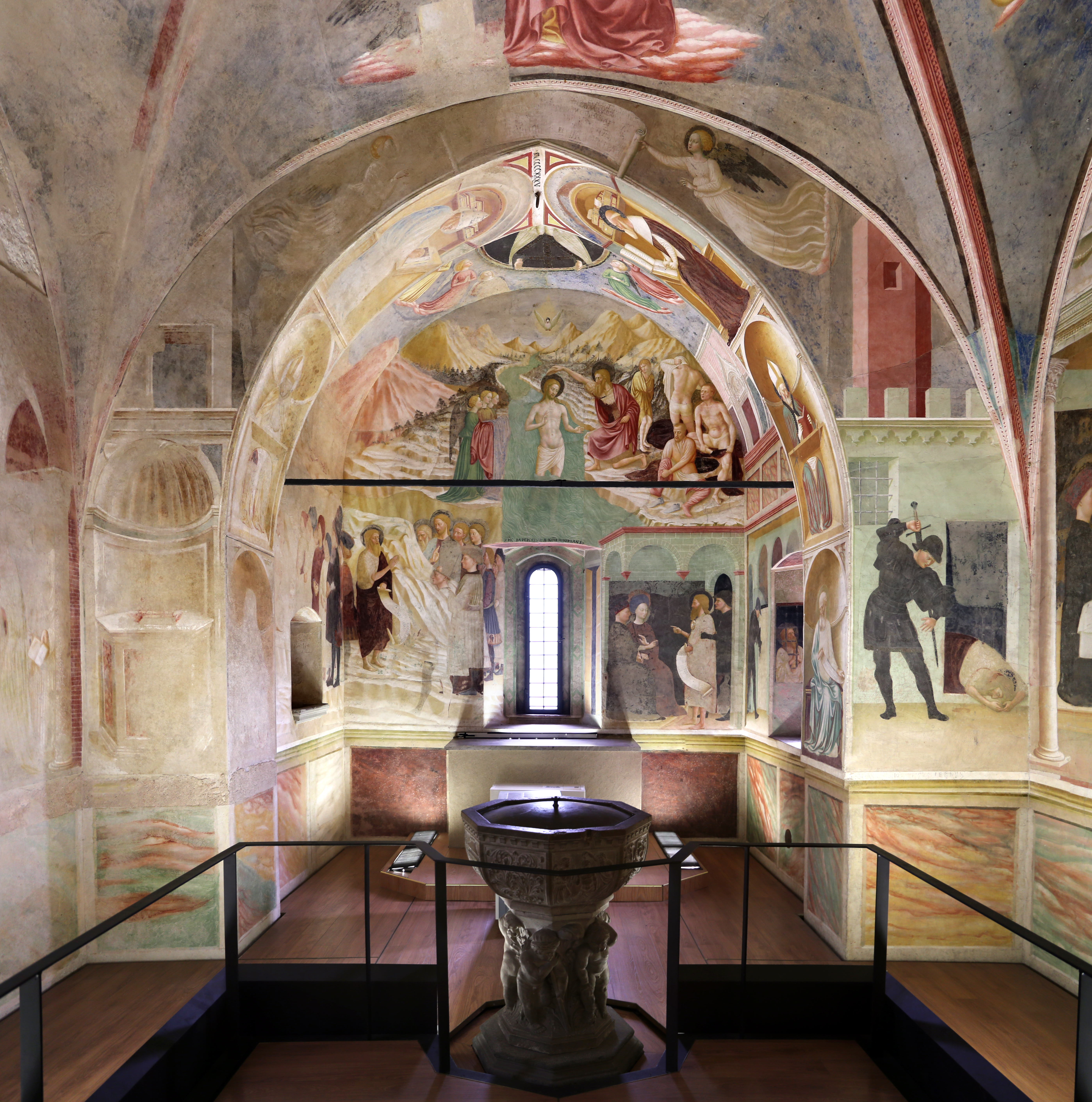
Interno

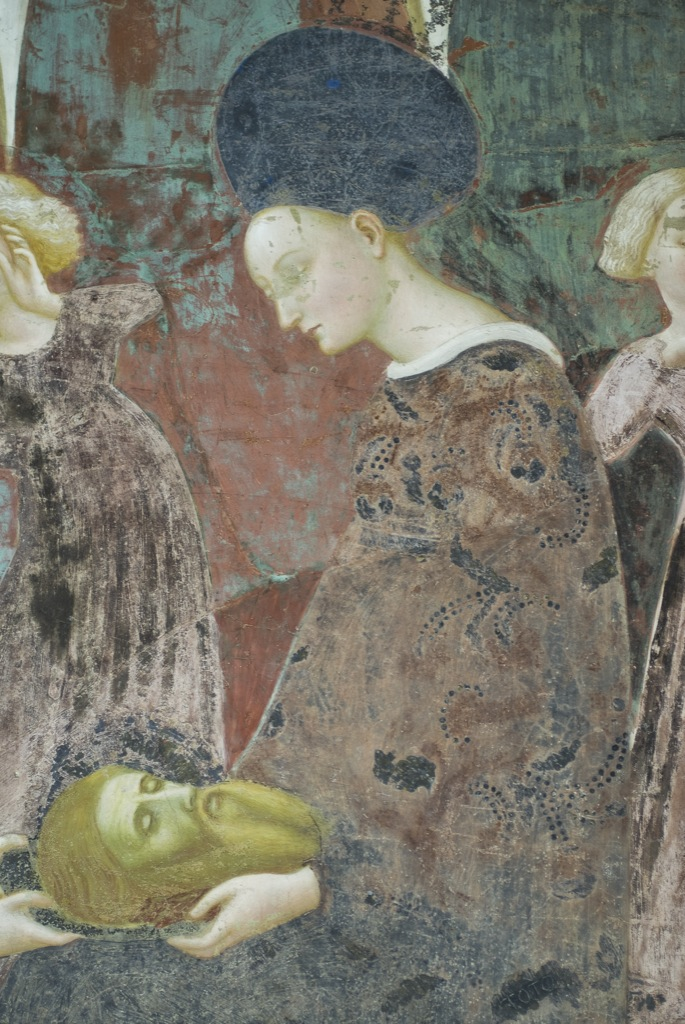
Erodiade riceve la testa del Battista

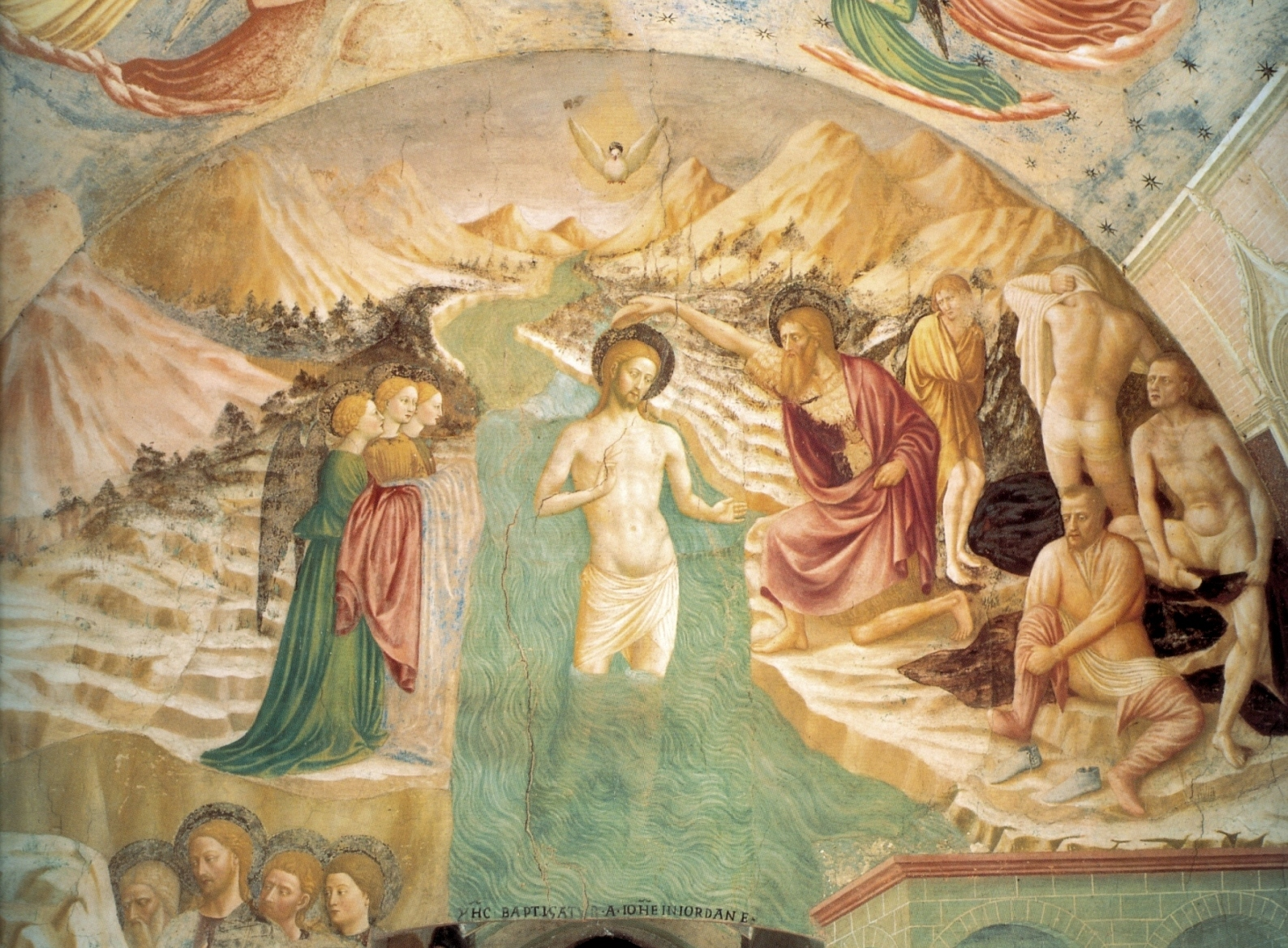
Battesimo di Cristo

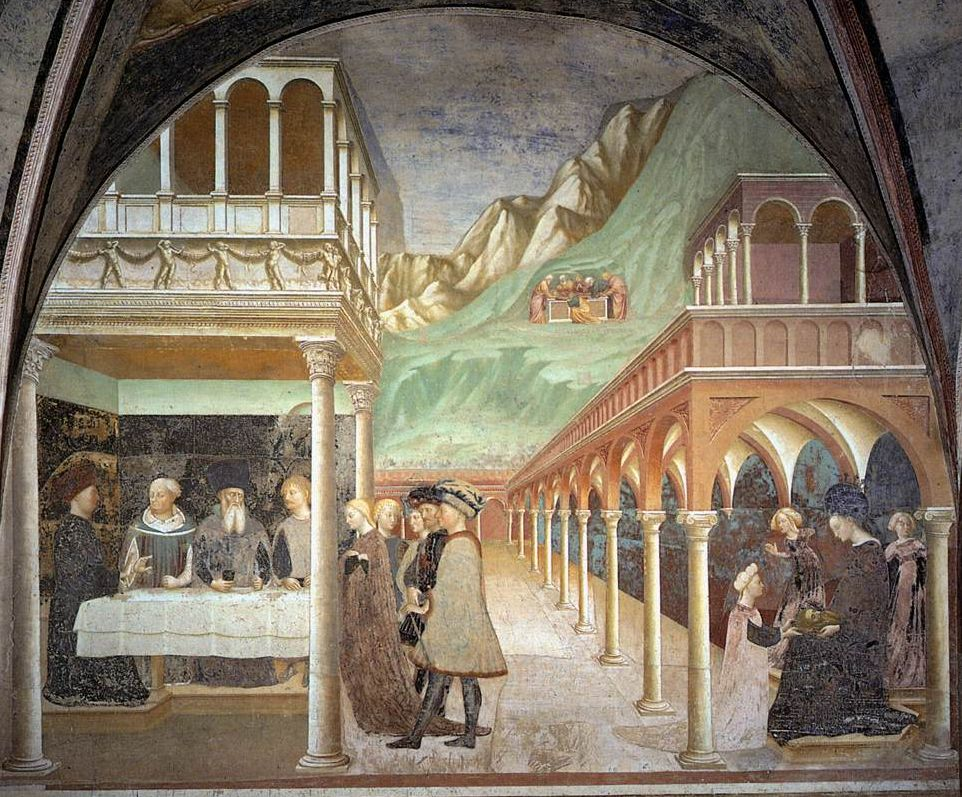
Banchetto di Erode

Il Battistero di Castiglione Olona è un edificio del complesso della collegiata dei Santi Stefano e Lorenzo, celebre per ospitare un notevole ciclo di affreschi di Masolino da Panicale (Storie di san Giovanni Battista, del 1435). 

## Storia
Il vano del "battistero" nacque probabilmente come cappella gentilizia, dedicata a San Pietro, all'interno dello smantellato castello di Castiglione Olona. A sua volta, l'edificio religioso sarebbe stato edificato sulla base di una delle torri del castello. 
All'epoca del cardinale Branda Castiglione fu ristrutturato e decorato dal famoso ciclo di Masolino, che aveva già lavorato per il cardinale a Roma, nella basilica di San Clemente di cui era stato titolare. 
Nel corso dei secoli subì usi anche impropri, come nell'Ottocento quando fu utilizzato come deposito attrezzi. 

## Descrizione
Si accede all'ambiente tramite una porta fiancheggiata dalla sinopia di un'Annunciazone di Masolino, il cui affresco - staccato nel 1964 - si trova oggi nell'ambiente antistante. L'interno è composto da un vano quadrilatero voltato, separato tramite un'arcone ogivale dal presbiterio, coperto a botte.
Davanti al piccolo altare si trova un fonte battesimale del XV secolo, con il fusto decorato da putti, opera del ticinese Francesco Solari di Carona. La parete esterna del fonte ospita una raffigurazione del peccato originale, nonché l'emblema della famiglia Castiglioni.  
Sulle pareti e sulle volte si dispiega il ciclo di affreschi di Masolino, opera della maturità, datata 1435. Gli episodi della vita del Battista si svolgono lungo le pareti con una forte compenetrazione dell'architettura dipinta con quella reale e, in alcuni casi, il tentativo di superare la barriera stessa della fine della parete legando le scene contigue con effetti illusionistici. Importante è l'uso della prospettiva brunelleschiana, qui applicata per la prima volta in Lombardia, legata anche a raffinatezze cromatiche e materiche (come l'uso della lamina metallica in aureole e armature), che fanno di Masolino un artista di transizione tra i linguaggi del Tardogotico e del Rinascimento in senso stretto. 
Lo stato di conservazione del ciclo è diseguale: se la parete di destra e quella di fondo sono ben leggibili, quella di sinistra e parte di quella centrale sono invece danneggiate, poiché più esposte all'umidità e alle intemperie. 
Sulla volta si trovano i quattro evangelisti attorno a una raffigurazione dell'Agnello mistico nella chiave di volta. Le storie del Battista iniziano in controfacciata a destra, con l'Annuncio a Zaccaria, ambientato in un edificio a pianta centrale e vicino a una straordinaria veduta di Roma sopra la porta d'ingresso, seguito dalla Visitazione (scarsamente leggibile). Proseguono sulla parete sinistra si trova la Natività del Battista, quasi completamente perduta, e l'Imposizione del nome, ambientata sotto un'arcata che forma un "cannocchiale prospettico", capace di dilatare a dismisura lo spazio fisico della cappella. 
Sull'arcone si trovano i quattro Dottori della Chiesa, seduti presso i loro scranni da studiosi, e due Profeti. 

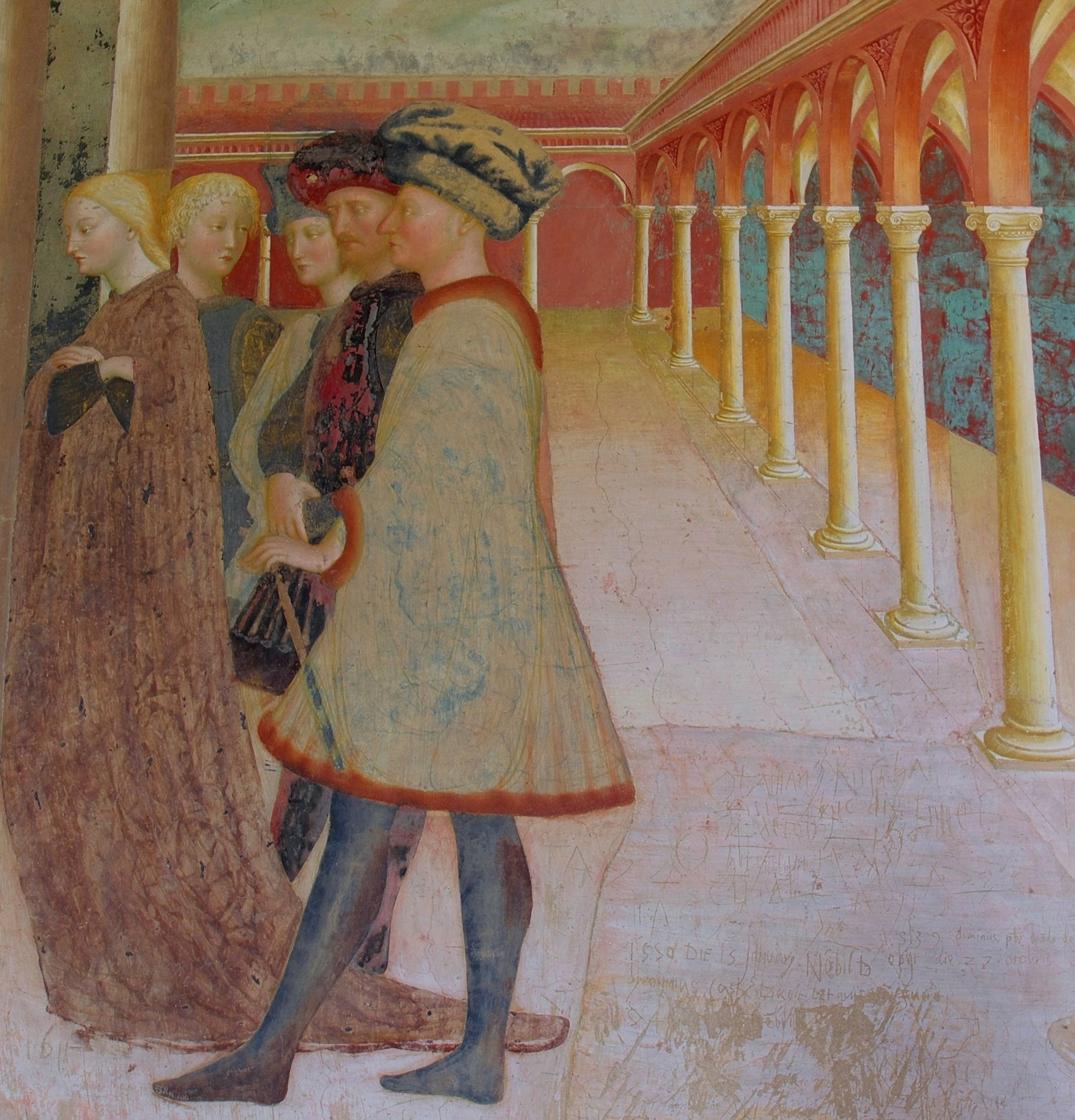
Salomè e altri astanti al Banchetto di Erode

Nella scarsella, senza soluzione di continuità tra le pareti, sono raffigurati la Predica del Battista, il Battesimo di Cristo (al centro) e la Cattura e prigionia del Battista. Nella volticciola Dio Padre tra angeli, scena collegata al sottostante battesimo, in una raffigurazione complessiva della Trinità. Segue sulla parete di tramezzo la Decollazione del Battista, e in alto, sull'arco, due angeli con cartiglio (uno quasi illeggibile). Sulla parete destra infine il Banchetto di Erode, forse la scena più nota dell'intero ciclo, che comprende anche la consegna della testa ad Erodiade (a destra) e la sepoltura del Battista (sullo sfondo). Soprattutto in quest'ultima scena compaiono diversi astanti in eleganti abiti contemporanei, probabilmente il cardinale Branda e altri dignitari del luogo, secondo un espediente già usato anche nella cappella Brancacci.